# Alonso Dezcallar
Alonso Dezcallar de Mazarredo (Madrid, 12 de agosto de 1958) es un diplomático español. 

## Biografía
Alonso de Dezcallar es descendiente de la noble familia de Dezcallar de la isla de Mallorca. Su hermano Rafael también es Embajador de España. 
Tras licenciarse en Derecho, ingresó en la carrera diplomática (1985). 
Ha estado destinado en las representaciones diplomáticas españolas en Marruecos, Uruguay, Perú e Italia. Fue vocal asesor en el Gabinete del secretario de Estado para la Cooperación Internacional y para Iberoamérica, y en el Gabinete del Ministro de Asuntos Exteriores. Posteriormente fue director adjunto del Gabinete del ministro de Asuntos Exteriores.
Fue embajador en Misión Especial para la Coordinación de Asuntos Iberoamericanos (2008-2009); Embajador de España en Mauritania (2009-2013); y embajador de España en Croacia (2018-2022).
Casado con María Mónica Rúspoli y Sanchiz, octava marquesa de Boadilla del Monte, con quien tiene dos hijas:
1. Mónica Dezcallar Ruspoli, nacida en Madrid el 9 de agosto de 1990, diplomática de carrera y destinada actualmente en la Embajada de España en Costa de Marfil, y
2. Belén Dezcallar Ruspoli, nacida en Madrid el 29 de septiembre de 1994.